# Ellipteroides (Ptilostenodes) pakistanensis
Ellipteroides (Ptilostenodes) pakistanensis is een tweevleugelige uit de familie steltmuggen (Limoniidae). De soort komt voor in het Oriëntaals gebied.